# Montsalvy
Montsalvy is een gemeente in het Franse departement Cantal (regio Auvergne-Rhône-Alpes) en telt 896 inwoners (1999). De plaats maakt deel uit van het arrondissement Aurillac.

## Geografie
De oppervlakte van Montsalvy bedraagt 20,2 km², de bevolkingsdichtheid is 44,4 inwoners per km².
De onderstaande kaart toont de ligging van Montsalvy met de belangrijkste infrastructuur en aangrenzende gemeenten.

## Demografie
Onderstaande figuur toont het verloop van het inwonertal (bron: INSEE-tellingen).

Vanwege een beveiligingsprobleem met de MediaWiki Graph-software is het momenteel niet mogelijk deze grafiek weer te geven. Zodra de software is bijgewerkt zal de grafiek vanzelf weer zichtbaar worden.